# Абу'л-Музаффар Ахмад-хан
Абу'л-Музаффар Ахмад-хан (д/н — 1095) — 4-й каган Західнокараханідського ханства у 1087—1089 і 1092—1095 роках. Визнано зверхність Сельджуцької імперії. Відомий також як Ахмад-хан I.

## Життєпис
Походив з алідської гілки Караханідів. Син кагана Хизр-хана.1087 року спадкував владу.
Невдовзі вступив у конфлікт з мусульманським духовенством. Абу Тахір Абд ар-Рахман бен Ахмад, колишній каді (суддя) Самарканду, від імені незадоволених звернувся зі скаргою на утиски хана до Малік-шаха, султана Сельджуцької держави. Останній у 1089 році використав це як привід для підкорення ханства. Швидким рухом він захопив Бухару і взяв в облогу Самарканд. Після запеклого опору Ахмад-хан здався.
Його було відправлено до Ісфагану, а в Мавераннахрі поставлено сельдужцького намісника. При цьому сельджукидське військо відбило спробу Якуба (з гасанідських Караханідів) захопити Самарканд. 
Лише 1092 року після смерті Малік-шаха відновлений на троні Західнокараханідського ханства. Натомість визнав зверхність султана Махмуда I,яка стала менш обтяжною через нову боротьбу Сельджукидів в Хорасані. Наступні роки були мирними. 1095 року загинув внаслідок змови військовиків, які  посадили на трон його стриєчного брата Масуд-хана.